# 袁桐利
袁桐利（1961年9月12日—），天津市武清县人。男，汉族。中华人民共和国政治人物。1980年12月参加工作，1985年12月加入中国共产党。大连海运学校（现并入大连海事大学）轮机管理专业毕业，中共中央党校法学理论专业在职研究生学历。

## 生平
历任天津市武清县团委书记，汊沽港乡党委书记、杨村镇党委书记，副县长、县委常委；武清区委常委、副区长，区委副书记、区长，区委书记。2012年5月，任中共天津市委常委、市政府秘书长、办公厅党组书记，但于当年6月转任滨海新区区委副书记，次年2月升任滨海新区区委书记。2014年10月，任中共天津市委常委、政法委书记，并兼任市总工会主席。
2016年5月，任中共河北省委常委、省政府党组副书记。同月，任河北省人民政府常务副省长。2017年4月，兼任新成立的雄安新区临时党委会书记，5月不再兼任。2018年2月24日，当选为第十三届全国人大代表。
2021年11月，卸任中共河北省委常委。2022年1月，卸任河北省人民政府副省长，当选河北省人大常委会副主任。